# Scopoletina
La scopoletina è una cumarina presente nelle radici delle piante del genere Scopolia come Scopolia carniolica o Scopolia japonica, nella cicoria in Artemisia scoparia, nel fiore della passione, in Brunfelsia, in Viburnum prunifolium e Kleinhovia hospita.
L'enzima scopoletina glucosiltransferasi catalizza la glicosilazione della scopoletina a scopolina.